# Chlorochaeta superonataria
Chlorochaeta superonataria là một loài bướm đêm trong họ Geometridae.